# Torneo Godó 1985
Il Torneo Godó 1985 è stato un torneo di tennis giocato sulla terra rossa. È stata la 33ª edizione del Torneo Godó,
che fa parte del Nabisco Grand Prix 1985. Si è giocato al Real Club de Tenis Barcelona di Barcellona in Spagna, dal 23 al 29 settembre 1985.

## Campioni

### Singolare
Thierry Tulasne ha battuto in finale  Mats Wilander con il punteggio di 0–6, 6–2, 3–6, 6–4, 6–0

### Doppio
Sergio Casal /  Emilio Sánchez hanno battuto in finale  Jan Gunnarsson /  Michael Mortensen con il punteggio di 6–3, 6–3